# Love, Hate, Love
«Love, Hate, Love» (англ. Любовь, Ненависть, Любовь) — песня американской гранж-группы Alice in Chains, вышедшая в 1990 году на альбоме Facelift. Автором слов является Лейн Стейли, а музыку написал Джерри Кантрелл. Продолжительность песни составляет 6 минут и 26 секунд, что делает её самой длинной композицией на альбоме.

## Анализ
Автором слов является Лейн Стейли. Песня носит мрачный и депрессивный характер и относится к теме межличностных отношений. В интервью журналу Circus в 1991 году, музыкант признался, что наибольшие эмоции во время концертов вызвали песни «Love, Hate, Love» и «Confusion». Он также объяснил значение слов:
«Они об отношениях. Однако у людей есть свои идеи. „Love, Hate, Love“ я написал о плохих отношениях с девушкой, не зная, как их закончить. Пойман в петлю, которая продолжает повторяться... повторяться... повторяться... Именно так. Так что я написал песню о том, какой я засранец. Это помогло. Я остановился. Проблемы решены».
В примечаниях к сборнику Music Bank Джерри Кантрелл говорил следующее:
«Это композиция  — наш шедевр. Вокал Лейна в этой песне просто потрясающий. Соло, которое я записал для этого трека, — один из моих любимых».
Песня начинается с гитарного вступления в стиле баллады, исполненного в арпеджио в сочетании эффекта хоруса. Вокальные партии Стейли в начале произведения исполняются в спокойной тональности, как и звучание композиции, характеризующееся медленным темпом и мрачным настроением. Далее композиция становится более весомой, динамичной и прогрессивной, как и пение Стейли, которое становится более интенсивным. После сольного выступления Кантрелла выходит на первый план вокальные партии Стейли, исполненные в высоких регистрах и характеризующиеся интенсивным гортанным стилем.

## Выпуск и отзывы
«Love, Hate, Love» был выпущен 21 августа 1990 года на дебютном студийном альбоме Facelift. 30 июля 1991 года он был выпущен в концертном альбоме Live Facelift на VHS, который представлял собой запись выступления группы в Театре Мура 22 декабря 1990 года. В 1993 году студийная версия трека была использована на стороне B винилового издания сингла «Down in a Hole». В 1995 году он был размещен на стороне B сингла «Grind» а в концертной версии он вошел в композиции расширенного издания сингла «Heaven Beside You» (1996). Позже композиция использовалась в двух сборниках группы — Music Bank (1999) и The Essential Alice in Chains (2006), а в 2000 году она вошла в концертный альбом Live.
Рик Альбано из Сlassic Rock Review писал, что «чрезвычайно медленная песня „Love, Hate, Love“ содержит несколько конкурирующих риффов, которые каким-то образом заканчиваются на одном месте во время редких, но эффективных куплетов, в то же время как припевы ещё более впечатляют из-за паряющей вокальной мелодии Стейли, когда он плачет через тексты стандартной ярмарки любви». Билл Адамс из Ground Control отметил, что в песне мрачное настроение и ироничная атмосфера, где проявляются темы любви, ненависти, безнадежности и меланхолии. Дайана Дарзин из журнала Spinсравнила композицию «Love, Hate, Love» с песней «Kashmir» Led Zeppelin, аргументируя это: «впечатляющие зловещие стоны».
Дэн Эпштейн признался в журнале Rolling Stone в 2017 году: «Один из выдающихся треков их дебютного альбома Facelift, „Love, Hate, Love“, показал, что группа начала отходить от своих металлических корней 80-х и и направляется на более темную, угрюмую, более клаустрофобную территорию хард-рока, а пугающий голос Стейли ведет вперед».

## Живые выступления
Премьера «Love, Hate, Love» состоялась 22 августа 1989 года во время выступления в клубе Vogue в Сиэтле. Песня регулярно представлялось группой на концертах в 90-е. Кантрелл в интервью «Guitar School» признался, что во время выступления в рамках MTV Unplugged в апреле 1996 года музыканты планировали исполнить композицию в акустической версии, но отказались от этой идеи из-за нехватки времени.
«Love, Hate, Love» также была первой составной частью Alice in Chains, выступившей на репетиции с Уильямом Дювалем перед тем, как присоединиться к группе после смерти Стейли в апреле 2002 года. С момента возобновления работы группы в 2005 году, песня часто звучит во время выступлений. В рамках «Акустического часа» 2007 года он впервые был исполнен в акустической версии.

## Участники записи
- Лейн Стейли — ведущий вокал
- Джерри Кантрелл — бэк-вокал, гитара
- Майк Старр — бас-гитара
- Шон Кинни — ударные